# William Coryn
 (décembre 2024).
Si vous disposez d'ouvrages ou d'articles de référence ou si vous connaissez des sites web de qualité traitant du thème abordé ici, merci de compléter l'article en donnant les références utiles à sa vérifiabilité et en les liant à la section « Notes et références ».
William Coryn, né le 18 novembre 1957 à Paris, dans le département de la Seine, est un acteur, directeur artistique, sous-titreur et adaptateur français.

## Biographie
William Coryn est le fils du clown Mimile, de son vrai nom Émile Coryn (1914-1989).
Il joue enfant puis adolescent dans de nombreux feuilletons et séries et devient très populaire à la télévision.
Il est ensuite très actif dans le doublage, il est entre autres la voix française de Jackie Chan, Matthew Broderick, Michael Shanks (Dr Jackson dans Stargate SG-1), de Wyatt Donnelly dans Code Lisa, du Dr Sean McNamara dans Nip/Tuck, du Dr Greene dans Urgences, et de divers personnages (notamment Kenny McCormick et Kyle Broflovski) dans South Park ainsi qu'une voix récurrente de James Spader, il est également la 2e voix de Chucky à partir du 4e film.

### Vie privée
William Coryn est marié à Nathalie Régnier, comédienne et directrice artistique. Il est père de deux enfants : Laetitia Coryn, auteur et dessinatrice de BD et Jonathan Coryn, étudiant aux Beaux-Arts.
Il est très ami avec Thierry Wermuth, qui possède un timbre de voix assez similaire au sien (ce qui explique qu'ils aient doublé beaucoup d'acteurs en commun).
Il pratique les arts martiaux et est 1er dan de judo et 4ème dan d'aïkido.

## Filmographie

### Cinéma
- 1965 : Yoyo de Pierre Étaix
- 1969 : Aux frais de la princesse de Roland Quignon : Zizi
- 1976 : Docteur Françoise Gailland de Jean-Louis Bertuccelli : Julien Gailland
- 1978 : La Clé sur la porte de Yves Boisset : Mike

### Télévision
- 1968 : Le Théâtre de la jeunesse : Les Mésaventures de Jean-Paul Choppard
- 1970 : Tête d'horloge de Jean-Paul Sassy (téléfilm)
- 1974 : Le Pain noir : Martial (3 épisodes)
- 1975 : Jack : Jack adolescent
- 1975 : Les Charmes de l'été : Jean-Philippe Mesmin
- 1976 : Messieurs les jurés : Bruno Wazel (1 épisode)
- 1976 : Adios : James de Moskowski
- 1977 : Au plaisir de Dieu : Jean du Plessis-Vaudreuil jeune
- 1978 : Les Eygletière : Gilbert Cruvelliez
- 1978 : Ce diable d'homme : Beaumarchais et Pierre Calas (2 épisodes)
- 1978 : La Ronde de nuit : Samuel Van Hoogstaaten
- 1979 : Le Roi qui vient du sud : Le Duc d'Alençon
- 1979 : Médecins de nuit de Pierre Lary, épisode : Les Margiis (série télévisée) : François de Sarnaude
- 1980 : Histoires étranges : Julien (1 épisode)
- 1983 : Orphée : Raphaël
- 1984 : Disparitions : L'employé de l'hôtel (1 épisode)
- 1985 : Les Enquêtes du commissaire Maigret, épisode : Maigret au Picratt's de Philippe Laïk : Philippe Mortemar
- 1986 : Cinéma 16 - Noël au Congo de Patrick Gandery-Réty : Noël

## Doublage

### Cinéma

#### Films
- Jackie Chan dans (37 films) :
  - Le Maître chinois (1978[2]) : Wong Fei-hung
  - Le Marin des Mers de Chine (1983[2]) : le sergent Dragon Ma Yong
  - Police Story (1985[2]) : Kevin Jackie Chan Ka Kui
  - Le Marin des Mers de Chine 2 (1987[2]) : le sergent Dragon Mao
  - Police Story 2 (1988[2]) : Kevin Jackie Chan Ka Kui
  - Miracles (1989[2]) : Cheng « Charlie » Wah Kuo
  - Cutting Class (1989) : Brian Woods
  - Contre attaque (1996) : l'inspecteur Chan Ka-kui
  - Mister Cool (1997) : Jackie
  - An Alan Smithee Film (1997) : lui-même
  - Jackie Chan : My Story (documentaire) (1998) : lui-même
  - Jackie Chan : My Stunts (documentaire) (1998) : lui-même
  - Rush Hour (1998) : l'inspecteur Lee
  - Rush Hour 2 (2001) : l'inspecteur Lee
  - Espion amateur (2001) : Buck Yuen
  - Le Smoking (2002) : Jimmy Tong
  - Le Médaillon (2003) : Eddie Yang
  - New Police Story (2004) : l'inspecteur Chan Kwok-Wing senior
  - The Myth (2005) : Dr Jack Chan / le général Meng-Yi
  - L'Expert de Hong Kong (2006) : Tong
  - Rush Hour 3 (2007) : l'inspecteur Lee
  - Le Royaume interdit (2008) : Lu Yan / le vieux Hop
  - Shinjuku Incident (2009) : « tête de fer »
  - Karaté Kid (2010) : Mr Han
  - Little Big Soldier (2010) : Big Soldier
  - Kung Fu Nanny (2010) : Bob Ho
  - Shaolin (2011) : Wu Dao
  - Chinese Zodiac (2012) : JC « le faucon »
  - Police Story: Lockdown (2014) : Zhong Wen
  - Dragon Blade (2015) : Huo An
  - La Filature (2016) : Benny Chan
  - The Foreigner (2017) : Ngoc Minh Quan
  - Bleeding Steel (2017) : Lin Dong
  - La Légende du dragon (2019) : le maître
  - The Knight of Shadows: Between Yin and Yang (2019) : Pu Songling
  - Vanguard (2020) : Tang Huating
  - Project X-traction (2023) : Luo Feng
  - Karate Kid: Legends (2025) : Mr. Han
- Matthew Broderick dans (9 films) :
  - Premiers pas dans la mafia (1990) : Clark Kellogg
  - Chassé-croisé (1993) : Sam Lester
  - Voisin contre voisin (2006) : Steve Finch
  - Une histoire de famille (2007) : Ben Green
  - Le Casse de Central Park (2011) : M. Fitzhugh
  - Crazy Amy (2015) : lui-même
  - Manchester by the Sea (2016) : Rodney
  - L'Exception à la règle (2016) : Levar Mathis
  - Le Challenge (2023) : Laird Becker
- James Spader dans (8 films) :
  - Wall Street (1987) : Roger Barnes
  - Sexe, Mensonges et Vidéo (1989) : Graham
  - True Colors (1991) : Tim Gerrity
  - Storyville (1992) : Cray Fowler
  - La Musique du hasard (1993) : Jack Pozzi
  - Wolf (1994) : Stewart Swinton
  - La Secrétaire (2002) : E. Edward Grey
  - Shadow of Fear (2004) : William Ashbury
- Leland Orser dans (7 films) :
  - Alien, la résurrection (1997) : Purvis
  - Il faut sauver le soldat Ryan (1998) : Lieutenant DeWindt
  - Taken (2008) : Sam
  - Taken 2 (2012) : Sam
  - Taken 3 (2014) : Sam
  - Touch (2013) : Dr Linus
  - The Art of Self-Defense (2019) : l'inspecteur McAllister (caméo)
- Emilio Estevez dans (6 films) :
  - The Breakfast Club (1985) : Andrew « Andy » Clark
  - Étroite Surveillance (1987) : Bill Reimers
  - Men at Work (1990) : Carl Taylor
  - Indiscrétion assurée (1993) : Bill Reimers
  - The War at Home (1996) : Jeremy Collier
  - The Way (2010) : Daniel Avery
- Michael Sheen dans (6 films) :
  - Alice au pays des merveilles (2010) : Nivens McTwisp
  - Tron : L'Héritage (2011) : Castor
  - Les Aventures extraordinaires d'un apprenti détective (2014) : capitaine Will Charity
  - Alice de l'autre côté du miroir (2016) : Nivens McTwisp
  - Passengers (2016) : Arthur
  - Le Bon Apôtre (2018) : Malcolm, le prophête
- Steve Buscemi dans (5 films) :
  - Reservoir Dogs (1992) : Mr. Pink
  - Wedding Singer : Demain, on se marie ! (1998) : David 'Dave' Veltri
  - Bad Luck! (2001) : Jerry Cubbins
  - Mariage à Long Island (2018) : Charles
  - Hubie Halloween (2020) : Walter Lambert
- Brad Dourif dans (4 films) :
  - La Fiancée de Chucky (1998) : Chucky
  - Le Fils de Chucky (2004) : Chucky
  - La Malédiction de Chucky (2013) : Chucky
  - Le Retour de Chucky (2017) : Chucky
- Matthew Modine dans :
  - Vision Quest (1985) : Louden Swain
  - Wind (1992) : Will Parker
  - Oppenheimer (2023) : Vannevar Bush
- Matt Craven dans :
  - Palais Royale (1988) : Gerald Price
  - K2 (1991) : Harry Jameson
  - L'Enlèvement (2004) : l'agent Ray Fuller
- Jerry Lewis dans :
  - La Polka des marins (1952) : Melvin Jones (scènes additionnelles)
  - Le Kid en kimono (1958) : Gilbert Wooley (scènes additionnelles)
- Anthony Edwards dans :
  - Amour sous influence (1999) : Tony Dorfman
  - Thunderbirds (2004) : Brains
- Dylan Walsh dans :
  - Power Play (2002) : Matt Nash
  - Le Beau-père (2009) : David Harris
- Andy Lau dans :
  - La Grande Muraille (2016) : Stratège Wang
  - The Adventurers (2017) : Zhang Dan
- 1977 : Un vendredi dingue, dingue, dingue : Boris Harris (Marc McClure)
- 1978 : Un mariage : Bunky Lemay (Jeff Perry)
- 1978 : Graffiti Party : ? ( ? )
- 1980 : Le Silence qui tue : Mason Engels (Brad Rearden)
- 1984 : Star Trek 3 : À la recherche de Spock : Dr David Marcus (Merritt Butrick)
- 1985 : Le Secret de la pyramide : Sherlock Holmes (Nicholas Rowe)
- 1985[3] : Vampire Forever : Jamie (Thomas Ballatore)
- 1986 : Platoon : Bunny (Kevin Dillon)
- 1986 : À fond la fac : Derek Lutz (Robert Downey Jr.)
- 1986 : La Petite Boutique des horreurs : Seymour Krelborn (voix parlée) (Rick Moranis)
- 1988 : Cocktail : Brian Flanagan (Tom Cruise)
- 1988 : Colors : Bird le chef des Homeboys (Gerardo Mejia)
- 1990 : Une balle dans la tête : Frank (Jacky Cheung)
- 1992 : La Différence : Chesty Smith (Ben Affleck)
- 1993 : L'Impasse : David Kleinfeld (Sean Penn)
- 1993 : Kalahari : Xhabbo (Sarel Bok)
- 1993 : Stalingrad : Wölk (Zdenek Vencl)
- 1993 : Meurtre par intérim : Brad Montroe (Steven Weber)
- 1994 : The Mask : Mr. Dickey (Eamonn Roche)
- 1994 : Entretien avec un vampire : Louis de Pointe du Lac (Brad Pitt)
- 1995 : Le Patchwork de la vie : Preston (Loren Dean)
- 1997 : Titanic : Le 5e officier Lowe (Ioan Gruffudd)
- 1998 : Sphère : Dr Ted Fielding (Liev Schreiber)
- 1999 : College Attitude : Merkin Burns (Sean Whalen)
- 1999 : Escapade à New York : l'homme paranoïaque (Christopher Durang)
- 1999 : Galaxy Quest : Mathesar, le commandant Thermien (Enrico Colantoni)
- 2000 : Séquences et Conséquences : Walt Price (William H. Macy)
- 2006 : Le Dahlia noir : Ellis Loew (Patrick Fischler)
- 2007 : Balles de feu : Jeff (Masi Oka)
- 2012 : The Dictator : Mr Lao (Bobby Lee)
- 2016 : Grimsby : Agent trop spécial : ? ( ? )
- 2017 : Table 19 : Walter (Stephen Merchant)
- 2017 : Star Wars, épisode VIII : Les Derniers Jedi : voix additionnelles
- 2019 : Child's Play : La Poupée du mal : Buddi / Chucky (Mark Hamill) (voix)
- 2022 : Choose or Die : Hal (Eddie Marsan)

#### Films d'animation
- 1942 : Bambi : Fleur adulte (2e doublage, 1978)
- 1973 : La Planète sauvage : Terr adolescent
- 1976 : La Flûte à six schtroumpfs : Johan
- 1987 : Éris : La Légende de la pomme d'or : Christ, le chevalier de la croix du sud
- 1987 : Les Ailes d'Honnéamise : Matti
- 1989 : Venus Wars[4] : Will
- 1990 : La Bande à Picsou, le film : Le Trésor de la lampe perdue : Le Génie
- 1993 : Urotsukidoji (œuvres remontées pour la France) : Amano Jaku
- 1993 : Le chat botté : Carabas
- 1995 : Appleseed : Calon
- 1999 : South Park, le film : Kyle Broflovski / Kenny McKormick / Clyde Donovan
- 1999 : Pantin la pirouette[5] : le jouet lion
- 1999 : La Mouette et le Chat : un rat
- 2004 : Team America, police du monde : voix additionnelles
- 2005 : Vaillant, pigeon de combat ! : Snoby
- 2005 : La Véritable Histoire du Petit Chaperon rouge : Bill Stork
- 2008 : Kung Fu Panda : Maître Singe
- 2008 : Le Monde merveilleux de Impy
- 2008 : Igor : Igor
- 2010 : Shrek 4 : Il était une fin : Tracassin
- 2010 : Kung Fu Panda : Bonnes Fêtes : Maître Singe
- 2010 : Clochette et l'Expédition féerique : Dr Griffiths
- 2011 : Kung Fu Panda 2 : Maître Singe
- 2012 : Couleur de peau : miel : Jung adulte
- 2012 : Hôtel Transylvanie : L'homme invisible (Griffin)
- 2015 : Hôtel Transylvanie 2 : Griffin
- 2016 : Kung Fu Panda 3 : Maître Singe
- 2017 : Lego Ninjago, le film : Maître Wu
- 2017 : Opération Casse-noisette 2 : Mr Feng
- 2017 : Lego Batman, le film : Edward Nygma / l'Homme-Mystère et King Kong
- 2018 : Hôtel Transylvanie 3 : Des vacances monstrueuses : Griffin
- 2021 : Les Mitchell contre les machines : Éric
- 2022 : Hôtel Transylvanie : Changements monstres : Griffin

### Télévision

#### Téléfilms
- Michael Shanks dans :
  - Guêpier mortel (2005) : Kent Horvath
  - En attendant l'âme sœur (2006) : Kevin Harrison
  - Entre cœur et justice (2008) : Jack Sullivan
  - Stargate : L'Arche de vérité (2008) : Daniel Jackson
  - Stargate : Continuum (2008) : Daniel Jackson
  - En eaux troubles (2009) : Michael Coleman
  - Menace de glace (2010) : Jack Tate
  - Sous l'emprise du pasteur : L'Histoire vraie de Mary Winkler (2011) : Matthew Winkler
- Dylan Walsh dans :
  - The Lone Ranger (2003) : Kansas City Haas
  - Avec les yeux du cœur (2003) : Jim Brock
  - Perdus dans la tempête (2007) : Jim Shemwell
- 1985 : Master Harold and the Boys : Master Harold « Hally » (Matthew Broderick)
- 1987 : Les Libérateurs : John Fairfield (Robert Carradine)
- 1996 : Opération Alf : le capitaine Rick Mullican (William O'Leary)
- 2003 : Les hommes du Pentagone : Daniel Ellsberg (James Spader)
- 2009 : Des mains en or : le psychiatre (John Hoogenakker)

#### Séries télévisées
- Michael Shanks dans (13 séries) :
  - Stargate SG-1 (1997-2007) : Dr Daniel Jackson (196 épisodes)
  - Andromeda (2001 / 2003) : Gabriel / Remiel (saison 1, épisode 20 et saison 3, épisode 21)
  - Stargate Atlantis (2004-2008) : Dr Daniel Jackson (saison 1, épisode 1 puis saison 5, épisodes 10 et 11)
  - Les Experts : Miami (2005) : Doug Stets (saison 4, épisode 11)
  - 24 Heures chrono (2007) : Mark Bishop (saison 6)
  - Eureka (2007) : Christopher Dactylos (saison 2, épisode 12)
  - Burn Notice (2008-2009) : Victor (saison 2)
  - Stargate Universe (2009-2010) : Dr Daniel Jackson (saison 1)
  - Smallville (2010) : Hawkman (saison 9, épisodes 11, 12 & 22 ; saison 10, épisodes 2 & 11)
  - Tower Prep (2010) : Dr Literature (saison 1, épisode 6)
  - Supernatural (2010) : Rob (saison 5, épisode 17)
  - Flashpoint (2011) : David Fleming (saison 4, épisode 15)
  - Altered Carbon (2020) : Horace Axley (saison 2)
- Dylan Walsh dans (12 séries) :
  - Brooklyn South (1997-1998) : l'officier Jimmy Doyle (22 épisodes)
  - Hôpital San Francisco (2002) : Danny Gibson (épisode 2)
  - Nip/Tuck (2003-2010) : Dr Sean McNamara (100 épisodes)
  - New York, unité spéciale (2007) : Malcolm Royce (saison 8, épisode 20)
  - Drop Dead Diva (2012) : Lawrence Brand (saison 4, épisode 12)
  - Castle (2013) : l'agent du FBI Harris (saison 5, épisodes 15 et 16)
  - Motive (2015) : Wayne Hobbs (saison 3, épisode 4)
  - NCIS : Nouvelle-Orléans (2015) : le capitaine Jim Messier (saison 1)
  - Longmire (2016-2017) : Shane Muldoon (4 épisodes)
  - When We Rise (2017) : Dr Marcus Conant (mini-série)
  - Chicago Justice (2017) : Ken Banks (épisode 12)
  - Blue Bloods (2019-2023) : le maire Peter Chase (12 épisodes)
- Anthony Edwards dans (9 séries) :
  - Urgences (1994-2008) : Dr Mark Greene (180 épisodes)
  - Zero Hour (2013) : Hank Galliston (13 épisodes)
  - Girls (2015) : Melvin Shapiro (saison 4, épisode 1)
  - Blue Bloods (2015) : Owen Cairo (saison 6, épisode 7)
  - Billions (2016) : le juge Whit Wilcox (saison 1, épisodes 9 et 10)
  - New York, unité spéciale (2016) : Patrick Griffin (saison 18, épisode 5)
  - Law and Order True Crime (2017) : le juge Stanley Weisberg (6 épisodes)
  - Designated Survivor (2019) : Mars Harper (saison 3)
  - Tales of the Walking Dead (2022) : Dr Charles Everett (épisode 4)
- Masi Oka dans (4 séries) :
  - Heroes (2006-2010) : Hiro Nakamura (65 épisodes)
  - Studio 60 (2007) : Masi Oka (épisode 13)
  - Hawaii 5-0 (2010-2019) : Dr Max Bergman (136 épisodes)
  - Heroes Reborn (2015-2016) : Hiro Nakamura (mini-série)
- Evan Arnold dans :
  - Quoi de neuf docteur ? (1985-1987) : Richie (6 épisodes)
  - À la Maison-Blanche (2004-2005) : Ned (10 épisodes)
  - Lucifer (2016) : Jacob Williams (saison 1)
- Joshua Gomez dans :
  - Chuck (2007-2012) : Morgan Grimes (91 épisodes)
  - Castle (2013) : Simon Doyle (saison 6, épisode 5)
  - The Crazy Ones (2014) : George (épisode 17)
- Matthew Broderick dans :
  - 30 Rock (2008 / 2012) : Cooter Burger (saison 2, épisode 15 et saison 7, épisode 2)
  - Painkiller (2023) : Dr Richard Sackler (mini-série)
  - Only Murders in the Building (2023) : Matthew Broderick (saison 3, épisodes 7 et 10)
- Leland Orser dans :
  - 24 Heures chrono (2009) : Martin Collier (saison 7)
  - Touch (2013) : Dr Linus (saison 2)
  - Ray Donovan (2015-2016) : Père Romero (10 épisodes)
- David Schwimmer dans :
  - Entourage (2009) : David Schwimmer (saison 6, épisode 4)
  - American Crime Story (2016) : Robert Kardashian (saison 1)
  - Feed the Beast (2016) : Tommy Moran (10 épisodes)
- Michael Patrick Thornton dans :
  - Private Practice (2009-2011) : Dr Gabriel Fife (14 épisodes)
  - Elementary (2017) : Eli Kotite (saison 5, épisode 15)
  - Madam Secretary (2019) : Evan Moore (saison 6)
- Dylan Taylor dans :
  - Covert Affairs (2010-2014) : Eric Barber (27 épisodes)
  - Reign : Le Destin d'une reine (2016) : le lieutenant Gambon (saison 3, épisode 15)
  - Bad Blood (2018) : Ignazio « Nats » Cosoleto (saison 2)
- Scott McCord (en) dans :
  - Hemlock Grove (2015) : Norville Knox (saison 3, épisodes 7 et 8)
  - Les Enquêtes de Murdoch (2015) : le professeur Aldous Lawrence (saison 9, épisode 8)
  - From (depuis 2022) : Victor
- Crispin Bonham-Carter dans :
  - Orgueil et Préjugés (1995) : Charles Bingley (mini-série)
  - Cadfael (1996) : Miles Coliar (saison 3, épisode 1)
- Maurice Godin dans :
  - Poltergeist : Les Aventuriers du surnaturel (1997-1998) : Jeffrey Starr (saison 2, épisode 17 et saison 3, épisode 19)
  - Spin City (2000) : Trevor Wolfe (3 épisodes)
- Reed Diamond dans :
  - Preuve à l'appui (2004) : Gordon Kimball (saison 4, épisode 6)
  - FBI : Portés disparus (2006) : Eric Hayes (saison 5, épisode 9)
- Nicholas Rowe dans :
  - Inspecteur George Gently (2014) : Martin Langham (saison 6, épisode 4)
  - The Last Kingdom (2015) : le père Asser (saison 1)
- Steve Buscemi dans :
  - Bupkis (en) (2023) : le père Mac (épisode 2)
  - The Studio (2025) : Steve Buscemi
- 1970-1971 : L'Autobus à impériale : Glouton (Douglas Simmonds) (17 épisodes)
- 1974-1984[n 1] : Happy Days : Warren « Potsie » Weber (en) (Anson Williams) (220 épisodes)
- 1979 : Racines 2 : Les Nouvelles Générations[6] : John Dolan (Brian Stokes Mitchell), Alex Haley à 17-25 ans (Damon Evans) (mini-série)
- 1984-1990 : Charles s'en charge : Buddy Lembeck (Willie Aames) (126 épisodes)
- 1987-1989 : La loi est la loi : Derek Mitchell (Alan Campbell) (1re voix)
- 1988-1992 : Superboy : Clark Kent / Superboy (John Newton puis Gerard Christopher) (100 épisodes)
- 1989-1992 : L'Équipée du Poney Express : le Kid (Ty Miller) (67 épisodes)
- 1989-1992 : Sauvés par le gong : M. Dewey (Patrick Thomas O'Brien) (4 épisodes)
- 1990 / 1991 : Le Prince de Bel-Air : Ice Tray (Don Cheadle) (saison 1, épisode 5), Chuck (J'Vonne Pearson) (saison 1, épisode 23)
- 1990-1991 : Parole de Chien[7] : Richie Underwood (Jaimz Woolvett) (26 épisodes)
- 1990-1992 : Parker Lewis ne perd jamais : Frank Lemmer (Taj Johnson) (45 épisodes)
- 1991-1992 : Jetman : Reno / Red Hawk (Kōrarō Tanaka) (48 épisodes)
- 1992 : Les Contes de la crypte : Gaston (Judd Nelson) (saison 4, épisode 6)
- 1992 / 1997 : Beverly Hills 90210 : Jay Thurman (Peter Krause) (3 épisodes), Rob Andrews (Jason Lewis) (4 épisodes), Cooper Hargrove (Christopher Orr) (4 épisodes)
- 1993-1994 : Sauvés par le gong : Les Années lycée : le professeur Jeremiah Lasky (Patrick Fabian) (8 épisodes)
- 1993-1996 : Power Rangers : Mighty Morphin : Jason Lee Scott / Ranger rouge (Austin St. John)(80 épisodes)
- 1993-1994 : Agence Acapulco : Marcos Chavez (Randy Vasquez) (22 épisodes)
- 1993-2001 : X-Files : Aux frontières du réel : Billy Miles (Zachary Ansley) (5 épisodes), le gardien du cimetière (Callum Keith Rennie) (saison 2, épisode 15)
- 1994-1995 : Hartley, cœurs à vif : Steve Wiley (Corey Page) (65 épisodes)
- 1994-1995 : Docteur Quinn, femme médecin : Peter Chow (Eric Michael Zee) (3 épisodes)
- 1994-1998 : Code Lisa : Wyatt Donnelly (Michael Manasseri) (88 épisodes)
- 1996 : La Vie à cinq : Miller West (Richard Speight Jr.) (saison 2, épisode 15)
- 1997 : Seinfeld : Jason « Stanky » Hanky (James Spader) (saison 9, épisode 9)
- 1997 : Friends : Guru Saj (Kevin McDonald) (saison 3, épisode 23)
- 1997 : The Practice : Harvey Welk (David Eigenberg) (3 épisodes)
- 1998-2000 : New York Police Blues : l'officier Neil Baker (Kevin Dillon) (3 épisodes)
- 2003 : Jane et Tarzan : Donald Ingram (Tim Guinee) (4 épisodes)
- 2006 : Hotel Babylon : Richard (Matt Day) (saison 1, épisode 4)
- 2007 : Smallville : Richard Maddox (Michael Eklund) (saison 6, épisode 17)
- 2007-2009 : Esprits criminels : Stephen Foley (Rodney Eastman) (saison 3, épisode 11), Dan Torre (Connor Trinneer), (saison 4, épisode 3), Vincent (Alex O'Loughlin) (saison 4, épisode 22)
- 2008 : Mon oncle Charlie : Andy (Emilio Estevez) (saison 6, épisode 11)
- 2013 : Arrow : Frank Chen (Chin Han) (4 épisodes)
- 2014-2015 : Bankerot : Mogens (Nicolaj Kopernikus) (11 épisodes)
- 2015-2017 : Vikings : Sinric (Frankie McCafferty) (9 épisodes)
- 2018 : The Terror : John Morfin (Anthony Flanagan) (6 épisodes)
- 2018 : Pine Gap : Zhou Lin (Jason Chong) (mini-série)
- 2019 : Dolly Parton's Heartstrings : Roy Meegers (Ray McKinnon)
- 2020 : Stumptown : Michael McConnell (Matt Craven) (épisodes 15 et 18)
- depuis 2021 : Chucky : Chucky (Brad Dourif) (voix)
- 2022 : Dahmer - Monstre : L'Histoire de Jeffrey Dahmer : le juge Daniel George (Grant Davis) (mini-série)
- 2022 : Better Call Saul : M. Ryman (Kirk Bovill) (saison 6, épisode 4)
- 2023 : Tête à tête : Xander Duggins (J. Stephen Brantley) (saison 1, épisode 6)
- 2023 : Le Griffon : ? (?) (mini-série)
- 2023 : Un meurtre au bout du monde : Ray (Edoardo Ballerini (en)) (mini-série)

#### Séries d'animation
- 1978 : Il était une fois… l'Homme : voix additionnelles
- 1982 : Il était une fois… l'Espace : Petit Gros (épisodes 3 à 5)
- 1984-1985 : Les Minipouss : le cousin René
- 1985 : Blondine au pays de l'arc-en-ciel : P'tit Malin (2e voix) / Bertrand
- 1985-1990 : Alvin et les Chipmunks : Dave
- 1986-1988 : Denis la Malice : un copain de Denis #1
- 1987 : Robotech : The Super Dimension Fortress Macross : Maximilian Sterling
- 1987 : Robotech : Southern Cross : Sean Philips
- 1988 : Bécébégé : Paul
- 1988 : Creamy, merveilleuse Creamy : Jingle
- 1988 : Diplodo : Diplodografeuse (Diplodo bleu)
- 1988 : Julie et Stéphane : voix additionnelles
- 1988 : Collège Galaxie[8] : Pierre
- 1989 : Les Aventures de Teddy Ruxpin[9] : Teddy Ruxpin
- 1989 : Défenseurs de la Terre : Rick Gordon
- 1989-1990 : Pif et Hercule : Pif
- 1990[10] : Cyber City Oedo 808 : Sengoku (OAV)
- 1990 : Le Collège fou, fou, fou : Jackie Chen (épisode 84)
- 1990 : Les Samouraïs de l'éternel : Ryo / Rock (épisode 27)
- 1990 : Magie bleue : Hector
- 1991 : Babar : Arthur adulte (2e voix)
- 1991 : Tommy et Magalie : Michel (épisode 26)
- 1991-1993 : Nicky Larson : Jean-Loup (épisode 120) et Hanz (épisode 140)
- 1992 : Les Aventures de Tintin : Didi
- 1992-1993 : Patlabor : William
- 1993 : Dragon Ball Z : Trunks (1re voix de remplacement), Végéta (2e voix de remplacement, épisodes 184 et 185)
- 1994 : Animaniacs : Docteur (épisode 64), Jonathan le Goéland (épisode 67) et John Smith (épisode 85)
- 1995 : Les Aventures de Robin des Bois : Petit Jean (1re voix de remplacement)
- 1995 : Urotsukidoji : Amano Jiaku (OAV)
- 1996 : RG Veda : Kujaku (OAV)
- 1997 : Fennec : Jack (1re voix, saison 1)
- depuis 1997 : South Park : Kyle, Kenny, Servietsky, Jésus, Monsieur Esclave, Steven Stotch (père de Butters), Mickey Mouse, Tuong Lu Kim et Tweek Tweak, Herbert Garrison (2e voix, à partir de la saison 14)
- 1999 : Les Renés[11] : René
- 2002-2006 : La Ligue des justiciers : Trickster
- 2003-2004 : Frog et Fou Furet : le professeur, le dragon, Fred, Luigi la cambriole, le Martien
- 2007 : Gurren Lagann : Viral
- 2008 : Wakfu : Xav' le Boulanger
- 2009-2014[12] : Archer : Charles (saison 1, épisode 5) et M. Moto (1re voix, saison 3)
- 2010-2011 : Star Wars: The Clone Wars : Todo 360
- 2011-2016 : Kung Fu Panda : L'Incroyable Légende : Maître Singe
- 2014[13] : JoJo's Bizarre Adventure : Stardust Crusaders : Devo le Maudit
- 2015-2019 : Niko et L'épée de Lumière : divers rôles
- 2016 : Lastman : Rizel / médecin légiste
- 2017-2021 : La Bande à Picsou : Gérard Mentor
- 2018 : Final Space : Mooncake, voix additionnelles
- 2018-2023 : Désenchantée : voix additionnelles
- 2019[14] : Vinland Saga : le père d'Anne
- 2020-2021 : Ollie et le Monstrosac : Turner Fledge
- 2021 : Yasuke : voix additionnelles
- 2022 : Le Cuphead Show ! : voix additionnelles
- 2023 : Captain Fall (en) : M. Hai Lee
- 2023 : Strange Planet (en) : voix additionnelles
- 2023 : Les Simpson : voix additionnelles
- 2024 : Dépravé : Jim Lawyer (création de voix)

### Jeux vidéo
- 1996 : Marine Malice 2 : Le Mystère de l'école hantée : Luther
- 1998 : Heart of Darkness : le premier ami
- 2009 : Runaway: A Twist of Fate : Gabo, Wasabi
- 2009 : Batman: Arkham Asylum : Voix de haut-parleur et voix additionnelles
- 2013 : Skylanders: Swap Force : Doom Stone
- 2021 : Ratchet and Clank: Rift Apart : voix additionnelles
- 2024 : South Park: Snow Day! : Kyle Broflovski

### Direction artistique
Film
- 2017 : Blade of the Immortal
- 2018 : Stargate Origins (version film)

Film d'animation
- 2018 : Flavors of Youth

Séries télévisées
- 2011-2012 : Facing Kate
- 2020 : Utopia
- 2024 : Like a Dragon: Yakuza

Séries d'animation
- 2004-2007 : Drawn Together[réf. nécessaire]
- depuis 2008 : South Park (depuis la saison 12[15])
- 2012[16] : Brickleberry (saison 1)
- 2013-2015 : Sanjay & Craig (saisons 1 et 2)
- 2018-2019 : Final Space (saison 1 puis co-direction en saison 2)
- 2018-2022 : Paradise Police
- 2018-2023 : Désenchantée
- 2021 : Yasuke
- depuis 2022 : La Légende de Vox Machina
- depuis 2022 : Farzar (assisté par Jonathan Coryn)
- 2023 : Mulligan (en)
- depuis 2023 : Les Simpson (depuis la saison 35)
- 2024 : Exploding Kittens (en)

## Auteur

### Sous-titrage
Film
- Le Fils de Chucky

Séries d'animation
- Team America, police du monde
- South Park, le film
- South Park
- Downtown (13 épisodes)
- Spy Groove (6 épisodes)

### Adaptation
| Films - Gunman - Cold Blood - Sans identité - The Big Year - Bons baisers de Bruges - A Battle of Wits - Vendeurs d'élite - Le Fils de Chucky - Running Out of Time - Ainsi va la vie - The Arrival - Team America, police du monde - Non-Stop | Téléfilms - Détention - Dead Heat - Pari à haut risque - Joyeux Muppet Show de Noël - La Voie cheyenne - Les anneaux du pouvoir - Bullshot |

Films d'animation
- South Park, le film
- Petit Loup et le manuel de méchanceté
- Les Rebelles de la forêt 3
- Lego Ninjago, le film
- Le Grinch
- Bob l'éponge, le film : Éponge en eaux troubles

Séries télévisées
- United States of Tara (8 épisodes – saisons 1 à 3)
- Entre femme et louve
- Big Easy : Le Flic de mon cœur
- Chahut au bahut (Flash Forward)
- Flipper
- Cinq sur 5
- Mr. Fowler, brigadier chef
- Hartley, cœurs à vif
- Nos Années Délire
- Le Rebelle
- Absolutely Fabulous
- Sauvés par le gong
- Médecin de famille
- Like a Dragon: Yakuza

Séries d'animation
| - Mad (saisons 1 et 2) - Les Pingouins de Madagascar (6 épisodes) - American Dad! (5 épisodes) - Bromwell High (13 épisodes) - Drawn Together (7 épisodes) - Game Over (6 épisodes) - Shin Hokuto no Ken - Spy Groove (6 épisodes) | - Bob l'éponge (double épisode spécial 100e) - Downtown (13 épisodes) - Great Teacher Onizuka - Futurama (saisons 1 & 2 et une partie de la saison 3) - South Park - L'Océan Hermétique - Itsy Bitsy Spider (26 épisodes) - Sanjay et Craig - Les Simpson (depuis la saison 35) |

## Théâtre
- Les Carreaux cassés (auteur)